# Ingebrigth Christian Lund Holm
Ingebrigth Christian Lund Holm, I.C.L. Holm, född 1844 i Skien, död 1918, var en norsk balneolog.
Holm blev candidatus medicinæ 1872 och innehade praktik i Larvik från 1873, i Kristiania från 1878. Han upptäckte 1875 den radioaktiva, alkaliska svavelkällan i Larvik, där han 1880 öppnade Larviks bad, vars läkare och direktör han var till 1893 och därefter ordförande i det nya aktiebolagets styrelse.
Holm var medgrundare av och direktör för Kristiania bad 1883–95. Här införde han bastubad och verkade för inrättandet av dylika som folkbad. Åren 1889–1900 skapade han Holmenkollenanläggningarna och ledde dem 1890–97, då han påbörjade anläggandet av Voksenkollen sanatorium, vilket öppnades 1900 och där han var läkare och direktör till 1909. Han grundade därefter högfjällshotellet i Geilo, öppnat 1910. Han bedrev även en betydande verksamhet för inrättandet av kustsanatorier och liknande.
Holm skrev talrika balneologiska arbeten, däribland Vejledning i Brugen af Bad (Kristiania 1885), och Die Technik des Badens (1887).